# Sankt Leonhard (Rothenburg ob der Tauber)
Sankt Leonhard ist ein Gemeindeteil der Großen Kreisstadt Rothenburg ob der Tauber im Landkreis Ansbach (Mittelfranken, Bayern). Sankt Leonhard liegt in der Gemarkung Rothenburg ob der Tauber.

## Geografie
Die ehemalige Einöde liegt an der Tauber und am Igelsbach, der hier als rechter Zufluss in die Tauber mündet. Die Staatsstraße 2449 führt nach Gebsattel (1 km südlich), die St 2419 führt nach Rothenburg (1,2 km nordwestlich) bzw. nach Lohr (4 km südlich).

## Geschichte
Im Geographischen Lexikon (1802) wird der Ort folgendermaßen beschrieben:

„Siechhaus zu St. Leonhard, Reichsstadt Rothenburgisches innerhalb der Landwehre, eine Viertelstunde von der Stadt gegen Leutershausen gelegenes evangelisches Dörfchen. Die Pfarrey, wohin die Siechen- und Hultenmühle, wie auch die Rothenburgischen lutherischen Unterthanen zu Gebsattel eingepfarrt sind, zählte 1743 223 und im Jahre 1760 200 Seelen. Die Kirche ist auf Ersuchen Erkingers, Abts zu Comburg, Bruder Friedrichs Plebani zu Leutzenbronn, von der Mutterkirche zu Gebsattel 1388 abgesondert worden und wurde dann vom Spital zu Rothenburg mit einem Prediger versehen. Jetzt hat die Gemeinde einen eigenen Pfarrer, der in der Stadt wohnt.
Als sich die Lustseuche in vielen Ländern von Europa verbreitet hat, so blieb auch Rothenburg nicht verschont. Dies beweißt das Leprosenhaus zu St. Leonhard, in welchem jetzt arme und blödsinnige Leute sich aufhalten. Dies wurde 1594 dem Spital einverleibt, zuvor aber durch besondere Pfleger verwaltet. Der Spital zu Rothenburg hat 2 eigene Bestandbauern daselbst. Im Orte ist eine Zollstatt und nächst demselben zwey kleine Seen, Igelsee und Igelsbach genannt. 1699 ist daselbst eine Ziegelhütte aufgerichtet worden, [Sp. 333] und hat auch der Ziegler das Schenkrecht erhalten. Im französischen Mordbrand im November 1688 sind daselbst 5 Gebäude abgebrannt und wurde der Schaden auf das wenigste zu 2135 fl. 30 kr. angeschlagen.“

Mit dem Gemeindeedikt (frühes 19. Jahrhundert) wurde der Ort dem Steuerdistrikt und der Munizipalgemeinde Rothenburg ob der Tauber zugeordnet.

### Baudenkmäler
- Gebsattler Str. 9: Wassermühle und Wohnstallhaus[6]
- Gebsattler Str. 10: Gasthof Reichsapfel[6]
- St.-Leonhard-Str. 24: Vierseithof[6]
- St.-Leonhard-Str. 32: Ehemaliges Siechhaus mit Wohnhaus[6]
- St. Leonhard (Rothenburg ob der Tauber)[6]

### Einwohnerentwicklung
| Jahr      | 001818 | 001840 | 001871 | 001885 | 001900 | 001925 | 001950 | 001961 | 001970 | 001987 |
| Einwohner | 17     | 25     | 46     | 48     | 28     | 47     | 71     | 81     | 83     | *      |
| Häuser    | 3      | 2      |        | 3      | 5      | 4      | 1      | 1      |        | *      |
| Quelle    | [ 8 ]  | [ 9 ]  | [ 10 ] | [ 11 ] | [ 12 ] | [ 13 ] | [ 14 ] | [ 15 ] | [ 16 ] | [ 17 ] |

## Religion
Der Ort ist Sitz der Pfarrei St. Leonhard und seit der Reformation evangelisch-lutherisch geprägt. Die Einwohner römisch-katholischer Konfession sind nach St. Johannis (Rothenburg ob der Tauber) gepfarrt.